# Olympiaschanze
Olympiaschanze – kompleks skoczni narciarskich w szwajcarskim Sankt Moritz.
W skład kompleksu wchodzą obiekty K95 (Olympiaschanze), K60 (Falcunschanze), K30 (Spreretschanze) i K15.
Na największej ze skoczni w latach 1928 oraz 1948 rozegrano zawody skoków narciarskich podczas Zimowych Igrzysk Olimpijskich.
Od tego czasu miasto nie było gospodarzem imprezy wysokiej rangi, jednak regularnie jest organizatorem zawodów Pucharu Kontynentalnego (niemal tradycją stały się zawody w drugi dzień świąt Bożego Narodzenia).